# Dorin Popa
Dorin Popa (n. 19 aprilie 1960) este un deputat român, ales în 2024 din partea POT. 